# Sturmpanzer I
A Sturmpanzer I, hivatalos nevén a 15 cm sIG 33 (Sf) auf Panzerkampfwagen I Ausf B egy német önjáró nehéz gyalogsági löveg volt amit a második világháború alatt használtak. Beceneve „Bison” (Bölény) volt.

## Fejlesztés

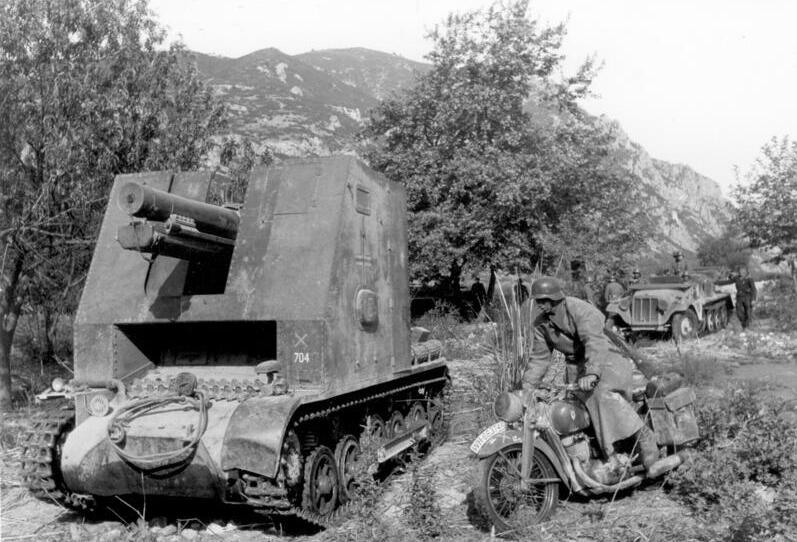
A Sturmpanzer I Görögországban

A lengyelországi hadjárat folyamán kiderült, hogy a lóvontatású sIG 33-as lövegek képtelenek a gyorsan előretörő páncélosokkal és a gépesített gyalogsággal lépést tartani. Az egyik megoldás az volt, hogy féllánctalpas vontatókkal növelték a tüzérség gépesítettségét. Ez azonban csak félmegoldást jelentett, mivel ezeknek a járműveknek a mozgékonysága és terepjáró képessége kisebb volt a teljesen lánctalpas kialakításúakhoz képest. A féllánctalpas vontatók másik nagy hibája az volt, hogy nem rendelkeztek semmiféle páncélzattal, így nagyon sebezhetőek voltak. A másik megoldás a fölösleges harckocsialvázak átalakítása ezen lövegek csatatérre való szállítására. 
A Heereswaffenamt megrendelésére a berlini Alkette cég szolgálatból kivont Pz.Kpfw. I Ausf. B harckocsialvázak és 150 milliméteres lövegek felhasználásával létrehozta a Wehrmacht első önjáró lövegét: a Sturmpanzer I Bisont ("Bölény"). A típusból 38 példány épült 1940 januárjában és februárjában. A kis példányszámból is kitűnik, hogy a járművet csupán átmeneti megoldásnak szánták, ezáltal tapasztalatot szerezzenek, amivel később hatékonyabb önjáró lövegeket fejleszthetnek ki. A Bison elsődleges feladatául azt szánták, hogy a gyalogsággal lépést tartva közvetlen tűztámogatást biztosítson a részükre. 
A jármű fegyverzetéül a 150 milliméteres sIG 33-as nehéz gyalogsági löveget használták fel. A löveget nem építették be "fixen" a járműbe, hanem a kerekes talapzatával együtt erősítették Pz.Kpfw. I Ausf. B alvázra. A sIG 33-as rendkívül hatásos fegyver volt: 38 kg tömegű lövedékét 4700 méteres távolságra volt képes pontosan kilőni. A löveg csövét 75 fokos állásig lehetett emelni. A fegyverhez Rblf36 célzót használtak. A Bison páncélzata rendkívül gyenge volt: sehol sem haladta meg a 13 mm-es vastagságot, ami gyakorlatilag csak a kézifegyverek tüze és a repeszek ellen nyújtott némi védelmet.
A nehéz, 1700 kilogrammos löveg és a személyzet védelmére felszerelt dobozszerű felépítmény túlterhelte az alvázat, aminek következtében a jármű menettulajdonságai nagymértékben romlottak. Az alváz gyenge teherbíró képessége következtében a Bison csupán 3-4 darab 150 milliméteres gránátot és 5 fős kezelőszemélyzetéből is csak 3-at tudott magával vinni. A személyzet többi tagját valamint a lőszer-javadalmazás fennmaradó részét rendszerint teherautókkal vitték az önjáró löveg után.

## Harctéri alkalmazás
A Bisonokat 6 nehéz önjáró gyalogsági löveg századba osztották be (schwere Infanteriegeschütz-Kompanie 701-706), melyek közül mindegyik 6 önjáró löveggel rendelkezett. Ezek az 1., 2., 5., 7., 9., és 10. páncélos hadosztályokat támogatták a franciaországi hadjárat, illetve a Barbarossa hadművelet alatt. A Bison nem igazán váltotta be a hozzá fűzött reményeket: páncélzat és mozgékonyság terén gyenge mutatókkal rendelkezett, egyedül tűzereje felelt meg a kor követelményeinek. Hatékonyan lehetett alkalmazni erődítések, lövegállások kiiktatására. Ugyanakkor egyes szemtanúk állítása szerint a kis Pz.Kpfw. I-es alvázra épült jármű a löveg minden egyes elsütésekor majdnem hátára fordult a hatalmas hátrasiklási energiától. A "Bölény" utolsó példányait – amelyek sIG (Sf) Kompanien 704 kötelékében az 5. páncéloshadosztálynak alárendelve harcoltak – 1943 végén vonták ki a frontszolgálatból.

## Lásd még
- Sturmpanzer II
- SZU–76
- 39H(f) Pak40(SF)

## Fordítás
- Ez a szócikk részben vagy egészben  a(z)   15 cm sIG 33 (Sf) auf Panzerkampfwagen I Ausf B című angol Wikipédia-szócikk fordításán alapul.  Az eredeti cikk szerkesztőit annak laptörténete sorolja fel. Ez a jelzés csupán a megfogalmazás eredetét és a szerzői jogokat jelzi, nem szolgál a cikkben szereplő információk forrásmegjelöléseként.